# Fitókos
Fitókos är en ort i Grekland.   Den ligger i prefekturen Nomós Magnisías och regionen Thessalien, i den centrala delen av landet, 170 km norr om huvudstaden Aten. Fitókos ligger 175 meter över havet och antalet invånare är 132.
Terrängen runt Fitókos är varierad. Runt Fitókos är det mycket tätbefolkat, med 2 431 invånare per kvadratkilometer. Närmaste större samhälle är Néa Ionía, 3,7 km söder om Fitókos. Runt Fitókos är det i huvudsak tätbebyggt.